# Die kleinen Superstars
Die kleinen Superstars (jap. 光の伝説 Hikari no Densetsu, lit. Die Legende der Hikari) ist eine Manga-Serie der japanischen Mangazeichnerin Izumi Asō, die auch als Anime-Fernsehserie umgesetzt wurde. Der circa 2.800 Seiten umfassende Manga, der sich vor allem mit rhythmischer Gymnastik beschäftigt, richtet sich vorwiegend an jugendliche Mädchen, lässt sich also der Shōjo-Gattung zuordnen.

## Handlung
Hikari ist Mitglied im Team des Rhythmischen-Gymnastik-Vereins ihrer Schule. Sie ist nicht sonderlich selbstbewusst, hat aber Potential. Hikari bewundert ihre Teamkollegin Shiina Hazuki, die als Japans Königin der rhythmischen Gymnastik gilt.
Hikari verliebt sich in Ōishi, einem Turner aus der Geräteturnmannschaft. Auch Hazuki ist in ihn verliebt, und die beiden Mädchen werden Rivalinnen, sowohl privat als auch im sportlichen Bereich.
Zudem empfindet Hikaris Jugendfreund Natsukawa scheinbar mehr für sie, als er zeigt.

## Veröffentlichungen
Der Manga, den Asō ohne die Hilfe von Assistenten zeichnete, wurde in Japan von 1985 bis 1988 wöchentlich in Einzelkapiteln im Manga-Magazin Margaret, in dem zuvor unter anderem bereits Riyoko Ikedas Die Rosen von Versailles und Kyōko Ariyoshis Swan veröffentlicht wurden. Der Shūeisha-Verlag brachte diese Einzelkapitel ab Februar 1986 auch in sechzehn Sammelbänden heraus. 2002 wurde die Serie in einem anderen Format, als Bunko-Version, in acht Bänden neu aufgelegt.
Star Comics verlegte die sechzehn Bände des Manga von Mai 2003 bis August 2004 monatlich unter dem Titel La Leggenda Di Hikari – Hilary in Italien.

## Verfilmung

### Entstehung und Veröffentlichungen
Das Animationsstudio Tatsunoko produzierte neunzehn circa 25 Minuten dauernde Episoden einer Anime-Serie auf Basis des Mangas. Regie bei der Serie führte Tomomi Mochizuki, die Musik schrieb Eiji Kawamura. Die Drehbuchautoren des Animes führten die Figur des Natsukawa neu ein. Im Manga war er zuvor nie aufgetaucht. Izumi Asō beschloss deshalb, ihn von da an auch in die Manga-Serie einzubauen.
Der Fernsehsender TV Asahi strahlte die 19 Folgen vom 3. Mai 1986 bis zum 20. September 1986 erstmals aus. Sie wurde 1988 anlässlich der Olympischen Sommerspiele in Seoul im japanischen Fernsehen wiederholt. Seitdem ist die Serie in Japan nicht mehr ausgestrahlt worden. Auch wurde sie dort weder auf VHS noch auf DVD veröffentlicht.
In Deutschland wurde die Serie erstmals ab dem 23. Mai 1994 von RTL 2 als Die kleinen Superstars ausgestrahlt. 2001 veröffentlichte man die komplette Serie in Deutschland auf vier VHS-Kassetten und 2010 wurde die 19 Folgen in einer DVD-Box (Hikari – Die kleinen Superstars) veröffentlicht. In Frankreich lief der Anime als Cynthia ou le rythme de la vie im Fernsehen, in Italien als Hilary und in Spanien als Piruetas.

### Synchronisation
Der Original-Synchronsprecher von Natsukawa, Yoshimasa Inoue, ist in erster Linie Liedschreiber. Er schrieb alle Lieder, die Natsukawa in der Serie singt, selber. Unter anderem schrieb er auch die Titellieder zu Die Macht des Zaubersteins und Peter Pan. In Hikari no Densetsu hatte er seinen einzigen Auftritt als Seiyū.
| Figur                 | Japanischer Sprecher | Deutscher Sprecher  |
| --------------------- | -------------------- | ------------------- |
| Hikari Kamijō         | Tsukasa Itō          | Stefanie Kindermann |
| Takaaki Ōishi         | Nobuo Tobita         | Till Demtröder      |
| Hazuki Shiina         | Michie Tomizawa      | Ulrike Ritscher     |
| Mao Natsukawa         | Yoshimasa Inoue      | Konstantin Graudus  |
| Kantoku Ishizaki      | Rihoko Yoshida       |                     |
| Frau (Hitomi) Kamijō  | Hiromi Tsuru         | Isabella Grothe     |
| Herr (Takeshi) Kamijō | Aruno Tahara         |                     |
| Miyako Kamijō         | Hiromi Tsuru         |                     |
| Toshiaki Ōishi        | Fumio Matsuoka       |                     |
| Yukiko Doi            | Yūko Kobayashi       | Simone Seidenberg   |
| Satomi Yamazaki       | Miki Itō             | Eva Michaelis       |
| Megumi Mita           | Chie Kōjiro          | Daniela Reidies     |
| Jimmy                 |                      | Marek Erhardt       |
| Keesu                 |                      | Uwe Job             |
| Charlie               |                      | Alexander Draeger   |
| Shimada               | Yūsaku Yara          |                     |

## Hinweise
- Hikari no Densetsu (TV). Anime Nachrichten Netz, abgerufen am 27. März 2007 (englisch).
- Cynthia ou le rythme de la vie. Vspider, abgerufen am 27. März 2007 (französisch).